# Trnovita dikica
Trnovita dikica (dračasta dikica, svinjarica, crna boca, ošljebad, lat. Xanthium spinosum), jednogodišnja raslinja iz porodice glavočika. Nije točno poznato odakle je došla ova biljka, a prtpostavlja se da je iz Južne ili Srednje Amerike. danas je raširen po mnogim krajevima svijeta, po srednjoj Europi, umjerenoj Aziji, Australiji i Novom Zelandu, a ima je i u Hrvatskoj.
Njezino ime označava da je trnovita. Naraste od 15 do 80 cm. Stabljika je uspravna i razgranata, gola ili slabije dlakava. Cvjetovi su sitni, žučkasti, jednospolni i jednodomni, listovi nasuprotni. Plodovi su roške skupljene u smeđožuti plod. 
Mladi listovi su jestivi u skromnijim količinama, a stariji su gorki i sadrže toksične supstance. Cijela biljka sadrži mnogo joda.

## Podvrste
1. Xanthium spinosum subsp. catharticum (Kunth) D. Love
2. Xanthium spinosum subsp. spinosum
3. Xanthium spinosum var. ambrosioides (Hook & Arn.) Löve & Dans.